# Aeroporto Almirante Padilla
O Aeroporto Almirante Padilla (em castelhano:  Aeropuerto Almirante Padilla) (IATA: RCH, ICAO: SKRH) é um aeroporto colombiano localizado na cidade de Riohacha, no departamento de Guajira.

## Companhias Aéreas e Destinos
| Companhias        | Cidades                     | Aliança       |
| ----------------- | --------------------------- | ------------- |
| Avianca 1 destino | Doméstico (1): Bogotá       | Star Alliance |
| EasyFly 1 destino | Doméstico (1): Barranquilla | N/A           |